# 外科医生大厅
外科医生大厅（Surgeons' Hall）位于苏格兰爱丁堡，是爱丁堡皇家外科学院（RCSED）的总部，设有外科医生大厅博物馆（Surgeons' Hall Museum），以及图书馆和档案馆。
爱丁堡外科医生大厅博物馆的历史可追溯到1697年。现在的外科医生大厅建于19世纪爱丁堡皇家外科学院正式成立以后，用于收藏解剖和病理标本，包括约翰·巴克莱和查尔斯爵士的藏品。其建筑是由William Henry Playfair设计，于1832年完成，现在已列为A类登录建筑。
外科医生大厅博物馆是苏格兰主要的医学博物馆，也是爱丁堡的旅游景点之一。博物馆被苏格兰政府公认为具有国家意义的收藏。经过18个月的重建，博物馆于2015年9月重新开放。

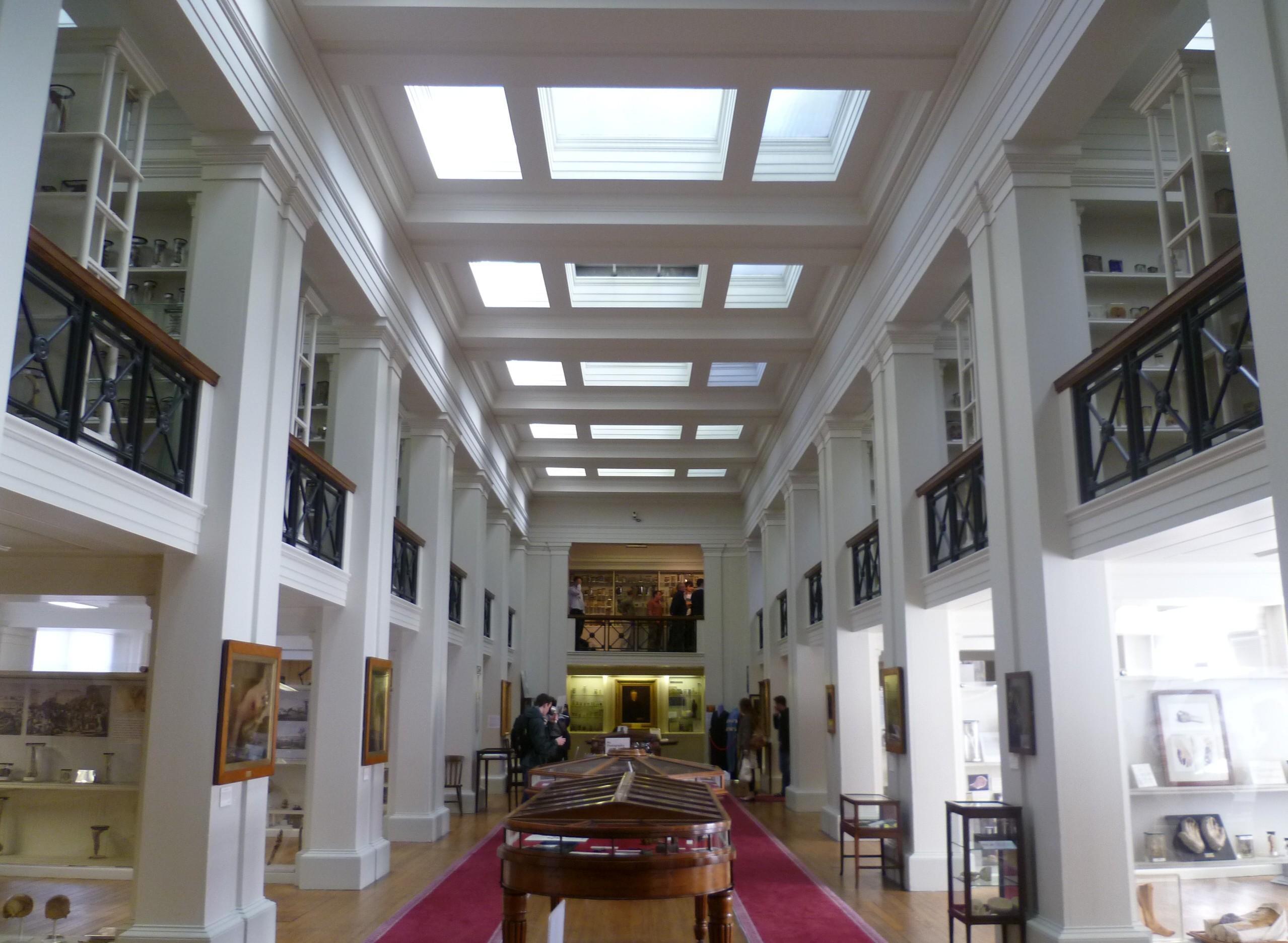